# ویلینگ
ویلینگ (به فرانسوی: Villing) یک کمون در فرانسه است که در Canton of Bouzonville واقع شده‌است.

## خصوصیات
ویلینگ ۴٫۹۳ کیلومترمربع مساحت و ۴۴۲ نفر جمعیت دارد و ۲۷۴ متر بالاتر از سطح دریا واقع شده‌است.